# Craig (Nebraska)
Craig és una població dels Estats Units a l'estat de Nebraska. Segons el cens del 2000 tenia 241 habitants.

## Demografia
Segons el cens del 2000, Craig tenia 241 habitants, 99 habitatges, i 69 famílies. La densitat de població era de 332,3 habitants per km².
Dels 99 habitatges en un 29,3% hi vivien nens de menys de 18 anys, en un 53,5% hi vivien parelles casades, en un 9,1% dones solteres, i en un 30,3% no eren unitats familiars. En el 26,3% dels habitatges hi vivien persones soles el 8,1% de les quals corresponia a persones de 65 anys o més que vivien soles. El nombre mitjà de persones vivint en cada habitatge era de 2,43 i el nombre mitjà de persones que vivien en cada família era de 2,97.
Per edats la població es repartia de la següent manera: un 28,6% tenia menys de 18 anys, un 3,3% entre 18 i 24, un 30,3% entre 25 i 44, un 19,1% de 45 a 60 i un 18,7% 65 anys o més.
L'edat mediana era de 37 anys. Per cada 100 dones de 18 o més anys hi havia 109,8 homes.
La renda mediana per habitatge era de 29.583 $ i la renda mediana per família de 31.023 $. Els homes tenien una renda mediana de 30.417 $ mentre que les dones 14.464 $. La renda per capita de la població era de 10.818 $. Aproximadament el 15,5% de les famílies i el 23,4% de la població estaven per davall del llindar de pobresa.

## Poblacions més properes
El següent diagrama mostra les poblacions més properes.